# Tham Konglor

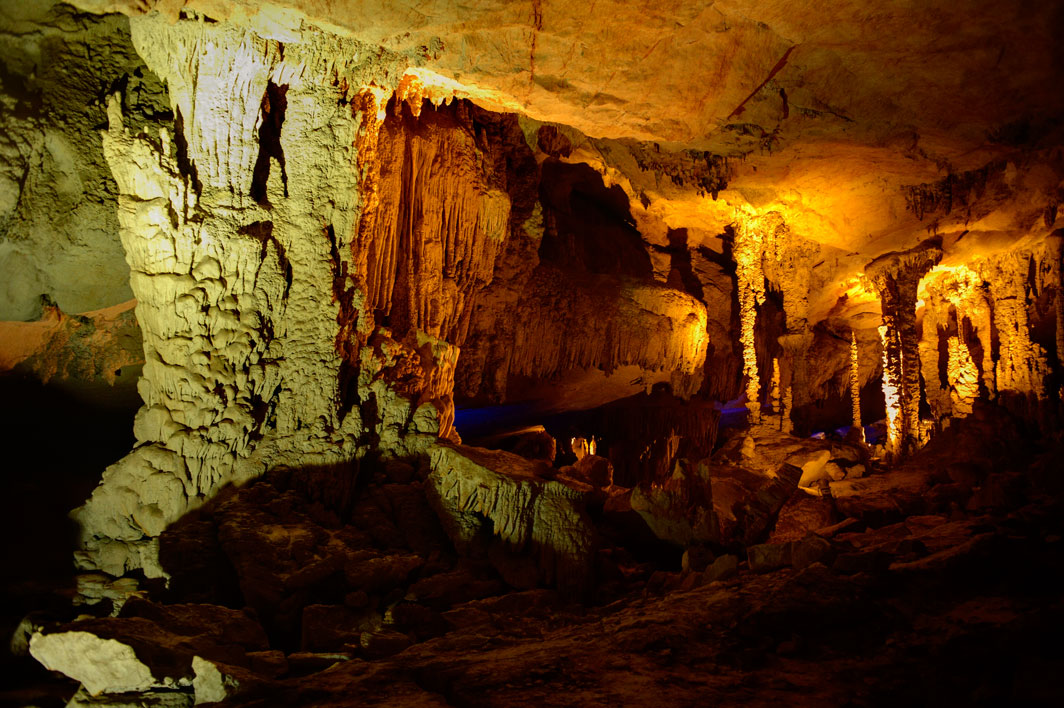
Szata naciekowa jaskini

Tham Konglor (także Tham Kong Lo) – jaskinia krasowa w środkowym Laosie, w Górach Annamskich, o długości 12,4 km.
Przez jaskinię przepływa górny bieg Nam Hinboun, tworząc jeden z najdłuższych na świecie (ok. 7,5 km) i największych podziemnych przepływów (do 100 m³/s) rzeki.